# Leszármazás
A leszármazás vagy aszcendencia genealógiai fogalom, mely azt jelenti, hogy egy tetszőleges egyéntől
(probantustól) kiindulva vizsgáljuk az egymással rokon személyek kapcsolatát visszafelé, a múltba haladva. A
vizsgálat az egyén legközelebbi elődeit (szülők-nagyszülők-dédszülők stb.), azok nevét, életrajzi adatait
deríti fel, melynek eredménye a leszármazási tábla vagy leszármazási jegyzék.
Névváltozatok: izről izre (genealogice) leszármazás (Nagy Iván VII. 182.), leszármazik (Nagy Iván III. 387.),
szétsarjadzik (Nagy Iván III. 388.), leágazás (Nagy Iván II. 200.), nemzedékrend (Nagy Iván VIII. 301.), lesarjadzik
(Nagy Iván III. 386., IV. 15.), lesarjadzás (Nagy Iván II. 194.), leszületett (fiú), parentatio seu genealogia, vérséges
összeköttetés (Nagy Iván II. 194.);
sarjadék (Nagy Iván IV. 160.), ivadék (Nagy Iván VIII. 43.), leány-ivadék (Nagy Iván IV. 292.), fajos 1553: Fayosoc 'akinek
gyermeke van' [Tinódi: Cronica A3v] (TESz. I. 827.), fajzik 1585: 'származik' [Cal. 188.] (TESz. I. 827.)

"Oda fel haagaanak aagok, wrnak aagay: illuc ascendentur tribus, tribus domini" [Festetics codex 1494 k.] (M. nyelvtört.
19.)

Rövidítések:

Az ős a múltbeli családtag, ebben az értelemben a leszármazó szinonimája. A genealógiai tábla az egyéntől
(probantus) indul ki, akinek az egyenes ági leszármazóit, aszcendenseit tünteti fel. Az egyes családtagok vizsgálatakor diakronikus (történeti, a múltba, a szülők felé haladó) irányról van szó, mely során egyaránt vannak
leszármazók (aszcendensek) és utódok (deszcendensek). A családfa egy adott pontján ugyanaz az egyén lehet aszcendens és
deszcendens az utódához, illetve az őséhez viszonyítva. Az aszcendens és a deszcendens tehát relatív fogalmak, attól függően,
hogy a családtaggal kapcsolatos diakronikus irányú vizsgálat milyen eseményre vonatkozik.
A 19. századi osztrák polgári törvénykönyv (43. §-a) az aszcendenseket szülőknek nevezte, míg a deszcendenseket
gyermekeknek. A múltban a nevezetes nemesi családok fölött mondott gyászbeszédnek része volt a családi vagy nemzetségi
leszármazás (parentatio seu genealogia) bemutatása is.